# Alf Collins
Alf Collins (Inghilterra, 1866 – 1951) è stato un regista e attore inglese.
Direttore di palcoscenico per trent'anni per la stella del musical Kate Carney, Alf Collins iniziò nel 1902 una carriera cinematografica come regista. Diresse oltre duecento pellicole, apparendo anche in una decina di film come attore.

## Biografia
Nato in Inghilterra nel 1866, iniziò la sua carriera nel mondo dello spettacolo nel musical hall. Attore comico, fu uno dei primi registi del cinema muto britannico.

## Filmografia
La filmografia - basata su IMDb - è completa.

### Regista

#### 1902
- The Tramp's Surprise (1902)
- The Professor and the Butterfly (1902)
- The Dead Cat (1902)
- Trained Dogs (1902)
- Serpentine Dancer (1902)
- Clown, Pantaloon and Bobby (1902)
- Boudoir Secrets (1902)
- Baker and Boy (1902)
- A Resourceful Dentist (1902)
- A Policeman's Dream (1902)
- American Knockabouts (1902)

#### 1903
- The Marvellous Syringe
- The Effects of Too Much Scotch
- Papa's Bath
- King of Coins
- A Photographic Episode
- Welshed - A Derby Day Incident
- Mind the Wet Paint
- The Rivals (1903)
- The Mysterious Mechanical Toy
- Rip Van Winkle (1903)
- Our New Cook
- Notice to Quit
- Little Nell and Burglar Bill
- A Row in a Laundry
- A Pleasant Breakfast
- A Lover's Troubles
- A Substantial Ghost
- Two Little Vagabonds; or, The Pugilistic Parson
- Tommy Atkins' Dream
- The Double-Bedded Room
- That Naughty Girl
- Murphy's Wake (1903)
- The Sportive Navvies
- The Somnambulist (1903)
- The Runaway Match, or Marriage by Motor
- The Pickpocket -- A Chase Through London
- The Christmas Waits; or, High Life Below Stairs
- Such Is Life; or, Mind Your Own Business(?)
- A Political Discussion
- Nicholas Nickleby (1903)

#### 1904
- The Silver Tenor; or, The Song That Failed
- That Busy Bee (1904)
- No Room for Father
- Father's Birthday Party
- The Apple Woman
- Jack's Rival
- All Through the Page Boy
- The Coster's Wedding (1904)
- Two Deceived Old Maids
- The Office Boy's Revenge
- The Jealous Wife (1904)
- The Eviction
- Military Tactics
- Dr. Cut'emup
- Cook's Lovers
- Chased by Dogs
- A Smart Capture (1904)
- Raid on a Coiner's Den
- The Electric Shock
- The Sweep
- The Masher's Dilemma
- The Lost Shuttlecock
- The Fatal Wig
- Stewed Missionary
- Night Duty
- Mr. Mosenstein
- Fixing the Swing
- Behind the Scenes (1904)
- Artist and Musician
- An Affair of Honour
- Revenge!
- The Tramp's Toilet
- The Haunted Houseboat
- The Fruits of Matrimony
- Rejected by Pa
- On Brighton Pier
- My Mother-In-Law
- Mixed Bathing
- Lovers on the Sands
- Future Hackenschmidts
- Brown's Pudding
- Bill Bailey's Return
- Bed and Breakfast Two Shillings
- Amorous Militiaman
- A Day at Brighton
- Hands Up!; or, Captured by Highwaymen
- Inspector's Birthday

#### 1905
- Wig and Buttons
- The Three Tramps
- The Scent Spray
- The Electric Goose
- The Alien Question
- Nobbler's Card Party
- Eyes Right
- Auntie's Cycling Lesson
- As Sparrows See Us
- A Raid on a Canteen
- A Motor Masquerade
- A Macaroni Feast
- The Coster's Christening
- The Birthday Umbrella
- Darling Puggy
- A Motorbike Adventure
- The Ups and Downs of Murphy
- The Gardener's Nap
- That Awful Baby
- The Young Ladies' Dormitory
- The Tale of a Coat
- The Henpecked Hindoo
- The Burglar Lover
- Stump Speech
- Married Bliss
- Keiro's Cat
- Jack's Return
- Greedy Billy
- Father in the Kitchen
- Who's That A-Calling?
- W.Weary and T.Tired
- The Terror of the House
- The Gentleman Beggar
- The Bobby's Nightmare
- The Awkward Horseman
- A Day with the Fresh Air Fiend
- When Extremes Meet
- How the Poor Help the Poor
- Why the Lodger Left
- The Record Sneeze
- The Peashooter; or, A New Weapon for the Army
- The New Woman
- The Milkmaid
- The Gipsy Fortune Teller
- The Burglar; or, The Hue and Cry
- How Brown Brought Home the Goose
- Grandpa and the Butterfly
- An Artful Dodge
- A False Alarm; or, The Masher's Ducking
- Tommy's Experiments in Photography
- The Motor Competition
- The Blind Man's Child
- Santa Claus' Mistake
- Robbery with Violence
- Mixed Bathing at Home
- Father Makes Love to the Pump
- Mutiny on a Russian Battleship

#### 1906
- The Missing Legacy; or, The Story of a Brown Hat
- This Side Up
- The Henpecked Husband
- It's a Have
- In Our Alley
- Dinner Hour
- Saved by a Pillar Box
- Lost! A Leg of Mutton
- Hot Pie
- My Wife's a Teetotaler
- All's Well That Ends Well (1906)
- Undergraduates
- Uncle George's Trip to London
- The Catch of the Season (1906)
- Not Detained at the Office
- Nosey Parker (1906)
- Willie and Tim Get a Surprise
- Wanted, a Husband
- The Two Orphans (1906)
- Lodging House Comedy
- Flypaper (1906)
- Dolly Varden (1906)
- The Puzzle Maniac
- The Convict's Daughter (1906)
- Jane on the Warpath
- When Cripples Meet
- The Postman's Christmas Box
- The Four Hooligans
- Rescued by Lifeboat
- Jam Now in Season
- Her Morning Dip
- A Sailor's Courtship
- The Two Tomboys
- Curfew Shall Not Ring Tonight (1906)

#### 1907
- Catch the Kid
- The Drunken Motorcyclist
- Ju-Jitsu
- A Shilling Short of his Wages
- Tommy the Tinpot Hero
- The Ice Cream Jack
- The Bachelor's Piece of Wedding Cake
- Short-Sighted Jane
- Remember Remember the Fifth of November
- Oh That Cat!
- Father Buys a Lawn Roller
- Cheap Beer
- All for Nothing
- The Adventures of a Roll of Lino

#### 1908
- Honours Even
- A Race for a Rose
- The Woman Who Wasn't
- Only a Penny a Box
- Washing Day
- Tommy and the Policeman's Whistle
- The Mechanical Legs
- The Drunkard's Dream
- The Dancing Girl (1908)
- The Convict and the Dove
- The Burglar's Joke with the Automatic Doll
- Put Papa Amongst the Girls
- Napoleon and the English Sailor
- Moving In
- Harry Lauder in a Hurry
- A Stitch in Time (1908)
- Sweet Liberty
- The Sloshton Quartette
- A Christmas Raffle

#### 1909
- The Four Tomboys
- The Boxing Waiter
- From Servant Girl to Duchess
- Quicksilver Pudding

#### 1910
- The Travelling Stiltwalkers
- The Coster's Phantom Fortune
- Algy Tries for Physical Culture
- Wait and See (1910)
- Father Minds the Baby
- Winning a Widow (1910)
- The Sleep Breakers
- Algy Goes on the Stage

#### 1912
- A Maid of the Alps
- Algie's Expensive Stick

### Attore
- Welshed - A Derby Day Incident
- The Mysterious Mechanical Toy
- Rip Van Winkle, regia di Alf Collins (1903)
- Little Nell and Burglar Bill
- Two Little Vagabonds; or, The Pugilistic Parson
- Murphy's Wake
- This Little Girl and That Little Girl
- Won't You Throw Me a Kiss
- I Get Dizzy When I Do That Twostep
- The Coster's Phantom Fortune
- Algie's Expensive Stick